# 野辺慶景
野辺 慶景（のべ/のんべ よしかげ）は、戦国時代の武将。政長流畠山氏の家臣で、紀伊奥郡小守護代。日高郡平須賀城主。

## 野辺氏
野辺氏は武蔵国西多摩郡野辺（東京都あきる野市）出身の武士。同地には武蔵七党の一つ・横山党の流れを汲む野部氏がいるが、野辺氏はその野部氏と同族とみられ、野部氏同様、小野氏を本姓とした。
畠山氏の被官としては、14世紀末の畠山基国の頃に能登での活動が見られ、畠山政長と畠山義就の争った寛正年間（1460–1466年）に紀伊で初めて姿が見える。この時、野辺十郎左衛門尉（後の掃部允、実名は宗貞とみられる）は畠山政長に従い、京都にいる紀伊奥郡守護代の神保長誠に代わり紀伊に在国して、小守護代として活動している。明応4年（1495年）には掃部允の子とみられる六郎右衛門尉の名が確認できる。
野辺氏が居城にしたとされる高田土居（和歌山県みなべ町気佐藤）や平須賀城（みなべ町西本庄）は高野山蓮華乗院領の南部荘にあり、紀伊守護・畠山氏の拠点として機能していた。15世紀前半には奥郡守護代の禅久（遊佐家久）の指示により、湯河式部大輔が平須賀城を守っている。また、政長流と義就流の争いの中で、高田土居は度々義就流方の勢力に奪われていた。

## 生涯
明応元年（1492年）、誕生。父は野辺六郎右衛門尉とみられる。
永正10年（1513年）、慶景は須賀神社（みなべ町西本庄）を再興しており、その棟札には「御地頭殿小野氏野辺慶景生年廿二歳」「大檀那小野氏野辺弥六生廿二歳」と記されている。寛正5年（1464年）の文書で野辺十郎左衛門尉は南部荘の代官とされているが、須賀神社の棟札に「御地頭」とあることから、慶景の代にも南部荘の地頭であったことがわかる。
永正17年（1520年）8月、奉公衆家である紀伊国人の湯河氏・玉置氏と共に主君・畠山尚順と合戦に及び、尚順を紀伊守護所のある広（広川町）から和泉堺に追放した。同月の内に慶景は尚順の子・稙長から赦免を受け、湯河氏や玉置氏も許されている。この頃、尚順は紀伊に在国し、新参の林堂山樹や熊野衆を起用して紀伊支配を強化しており、慶景らはそれに反発したと考えられる。また、尚順追放に先立つ6月には林堂山樹が広城で自害していた。
大永年間（1521–1528年）になると、野辺氏の姿は一次史料で確認できなくなる。『熊野年代記』には、大永2年（1522年）に本宮の竹之坊・玉置篠之坊らが野辺氏の平須賀城（「南部ヘイシユ野辺城」）を攻め落としたとあるが、本宮勢ら熊野衆が結んでいた畠山尚順と慶景が対立したことやこの時期から野辺氏の活動が見えなくなることからすると、事実である可能性が高いとされる。